# Château de Marcilly-sur-Maulne
 (juillet 2013).
Si vous disposez d'ouvrages ou d'articles de référence ou si vous connaissez des sites web de qualité traitant du thème abordé ici, merci de compléter l'article en donnant les références utiles à sa vérifiabilité et en les liant à la section « Notes et références ».
Le château de Marcilly-sur-Maulne est un château de la Loire privé, situé sur la commune de Marcilly-sur-Maulne à la sortie du village en direction du Lude, sur une dénivellation qui domine la vallée de la Maulne.

## Histoire

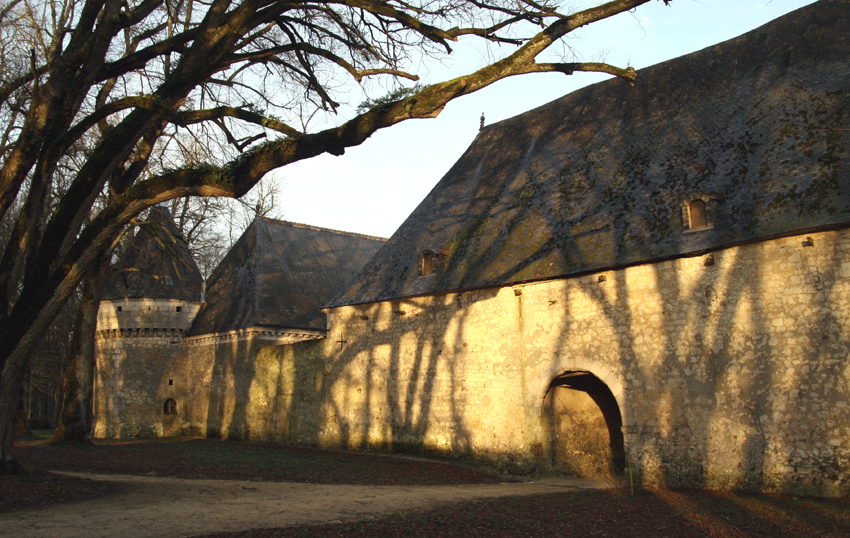
Les communs du château.

Un aveu de dénombrement atteste la présence de Guy II de Laval-Loué « seigneur de Marcilly », dès 1467. Ses descendants, les Sennetère vendent Marcilly à Charles Fouquet en 1608.
Charles Fouquet d'origine tourangelle, trésorier de France à Tours, connut une fortune sociale et maria sa fille Françoise Fouquet avec Gilles II de Lusignan de Saint Gelais, seigneur d'Azay-le-Rideau, le domaine fut transmis par les femmes et resta dans la famille jusqu'en 1970.
L'une d'elles, la marquise de La Rochebousseau (née, Marie Madeleine de Vassé) fut surnommée « la Diablesse » : d'un caractère haut en couleur, elle se fit remarquer par une vie mouvementée sous le règne de Louis XV.
Le 3 août 1944, le château, ses communs et son parc sont classés au titre des monuments historiques.

## Architecture
Ce château d'époque Henri IV - Louis XIII fut construit par Charles Fouquet selon les modèles de Jacques Androuet du Cerceau et présente les caractéristiques de l'architecture française du début XVIIe siècle. Situé entre cour et jardin, il offre un plan et une élévation géométrique autour du majestueux pavillon central qui contient la chapelle et l'escalier. Le jeu des pavillons décrochés aux belles proportions souligne un effet de scénographie accentuée par la  perspective en profondeur qui complète l'harmonie de l'ensemble.
Des éléments du décor subsistent sur les peintures murales avec des corbeilles de fleurs de fruits et des cornes d'abondance. La richesse du logis contraste avec la sobriété des communs aux charpentes d'origine. Les écuries aux mangeoires en marbre rose témoignent de la fortune de Marcilly sous Napoléon III.

## Le parc
Il s'organise sur la dénivellation qui domine le village et la vallée de la Maulne. Il subsiste des vestiges dans le parc qui permettent de retracer le plan  des anciens jardins.
Un cours d'eau prend sa source dans le parc à l'emplacement d'anciens dolmens attestant de l'ancienneté de l'occupation du lieu.